# Trhypochthoniellus ashoroensis
Trhypochthoniellus ashoroensis är en kvalsterart som beskrevs av K. Fujikawa 2000. Trhypochthoniellus ashoroensis ingår i släktet Trhypochthoniellus och familjen Trhypochthoniidae. Inga underarter finns listade i Catalogue of Life.